# 珊瑚花 (麻疯树属)
珊瑚花（学名：Jatropha multifida）为大戟科麻疯树属的植物。分布在美洲热带、亚热带地区以及中国华南，目前尚未由人工引种栽培。